# Mulheres que fazem sexo com mulheres
Mulheres que fazem atividades sexuais com outras mulheres (MSM) são mulheres que praticam sexo com outras mulheres, independentemente da sua orientação sexual, ser, ou não, lésbica ou bissexual.
O termo MSM  utiliza-se com frequência na literatura médica para descrever a estas mulheres como grupo de estudo clínico, sem necessidade de ter em conta a própria orientação sexual.

## Aspectos psicológicos
Desde que a literatura médica começou a descrever a homossexualidade, ela tem sido freqüentemente abordada a partir de uma visão que procurou encontrar uma psicopatologia inerente como a causa raiz. Muitas literaturas sobre saúde mental de lésbicas se concentravam em sua depressão, abuso de substâncias e suicídio. Embora essas questões existam entre lésbicas, a discussão sobre suas causas mudou depois que a homossexualidade foi removida do Manual Diagnóstico e Estatístico em 1973. Em vez disso, ostracismo social,discriminação legal, internalização de estereótipos negativos e estruturas de apoio limitadas indicam fatores que os homossexuais enfrentam nas sociedades ocidentais. Freqüentemente afetam adversamente sua saúde mental. Mulheres que se identificam como lésbicas se sentem significativamente diferentes e isoladas durante a adolescência; essas emoções foram citadas como aparecendo em média aos 15 anos de idade em lésbicas e 18 anos em mulheres que se identificam como bissexuais. No geral, as mulheres tendem a trabalhar desenvolvendo um autoconceito internamente, ou com outras mulheres com as quais elas são íntimas. As mulheres (heterossexuais ou não) também limitam a quem elas divulgam suas identidades sexuais e, mais frequentemente, vêem ser lésbicas como uma escolha, em oposição aos homens gays, que trabalham mais externamente e vêem ser gay como fora de seu controle.
Transtornos de ansiedade e depressão são os problemas de saúde mental mais comuns para as mulheres. Depressão é relatada entre lésbicas a uma taxa similar a mulheres heterossexuais. É um problema mais significativo entre as mulheres que sentem que devem esconder sua orientação sexual de amigos e familiares, experimentam discriminação étnica ou religiosa, ou experimentam dificuldades de relacionamento sem sistema de apoio. Mais da metade dos entrevistados para uma pesquisa de 1994 sobre questões de saúde em lésbicas relataram ter pensamentos suicidas e 18% haviam tentado suicídio.
Um estudo de base populacional concluído pelo National Alcohol Research Center descobriu que as mulheres que se identificam como lésbicas ou bissexuais têm menor probabilidade de se abster de álcool. Lésbicas e mulheres bissexuais têm maior probabilidade de relatar problemas com o álcool, além de não estarem satisfeitas com o tratamento para programas de abuso de substâncias. Muitas comunidades lésbicas são centradas em bares, e ingerir bebida alcoólica é uma atividade que se correlaciona com a participação da comunidade para lésbicas e mulheres bissexuais. As mulheres em questão tem menos risco de ter autismo do que homens tudo o mais constante.

## Infecções sexualmente transmissíveis
Algumas Infecções Sexualmente Transmissíveis (ISTs) são transmissíveis entre mulheres, incluindo o vírus do papiloma humano (VPH), a tricomoníase, sífilis, vírus da imunodeficiência humana (VIH), vaginose bacteriana (VB) e o vírus do herpes simples (VHS). A transmissão de doenças sexualmente transmissíveis específicas entre mulheres que fazem sexo com mulheres depende das práticas sexuais praticadas pelas mulheres. Qualquer objeto que entre em contato com secreções cervicais, mucosas vaginais ou sangue menstrual, incluindo dedos ou objetos penetrantes, pode transmitir doenças sexualmente transmissíveis. O contato oral-genital pode indicar um risco maior de adquirir o VHS, mesmo entre mulheres que não tiveram sexo anterior com homens. A vaginose bacteriana ocorre mais frequentemente em lésbicas, mas não está claro se é transmitida por contato sexual; ocorre tanto em mulheres celibatárias quanto sexualmente ativas. A vaginose bacteriana ocorre frequentemente em ambos os parceiros em um relacionamento lésbico. Um estudo recente de mulheres com vaginose bacteriana descobriu que 81% tinham parceiros com a doença. Lésbicas não são incluídas em uma categoria de frequência de transmissão do VIH, embora a transmissão seja possível através de secreções vaginais e cervicais; A taxa mais alta de transmissão do VIH para mulheres está entre aquelas que têm relações sexuais com homens ou participam do uso de drogas intravenosas.

## Galeria

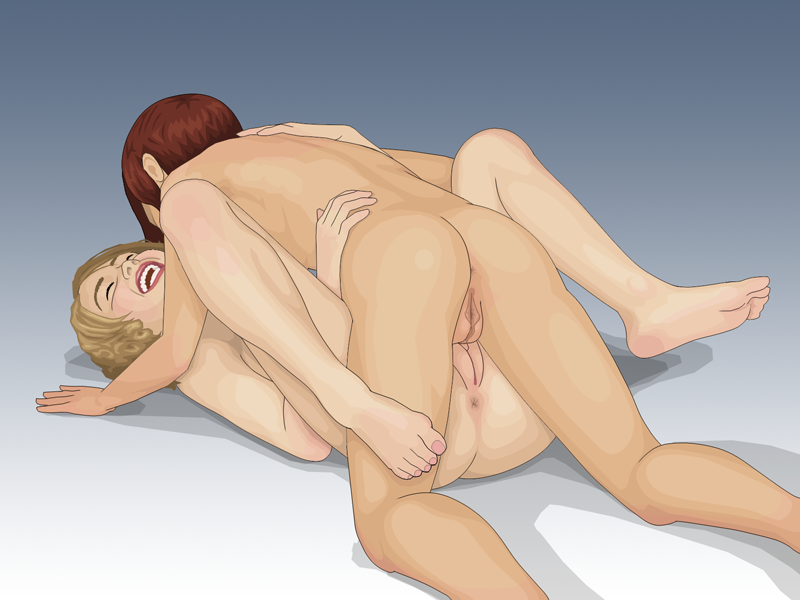
Tribadismo.
Cunilíngua
Mulheres praticando anilíngua